# DuPont
DuPont de Nemours, Inc. (укр. Дюпо́н де Немур), зазвичай скорочується до DuPont (укр. Дюпо́н) — американська багатонаціональна хімічна компанія, одна з найбільших у світі. У сучасному вигляді виникла у 2019 році після обміну активами з Dow Chemical. Компанія розробила багато полімерів, включаючи Vespel, неопрен, нейлон, коріан, тефлон, майлар, Kapton, кевлар, Zemdrain, волокно M5, Nomex, Tyvek, Sorona, Corfam та лайкру в XX столітті, а її вчені розробили багато хімічних речовин, головним чином фреон (хлорфторвуглеводні), для промисловості холодоагентів. Також DuPont розробляла синтетичні пігменти та фарби, включаючи ChromaFlair.
Компанію в липні 1802 року заснував французько-американський хімік і промисловець Елютер Ірене дю Пон де Немур як підприємство з виробництва пороху. Пізніше виробництво військової продукції розширилося й компанія розпочала розробку та виготовлення вибухових речовин, бойових отруйних речовин, хімічної, запалювальної та ядерної зброї. У лабораторіях компанії було створено напалм, тефлон, кевлар та тактичні дефоліанти.
У 2015 році DuPont і Dow Chemical Company узгодили план реорганізації, згідно з яким дві компанії об’єдналися та розділилися на три. Як об’єднана компанія DuPont одночасно придбала Dow і перейменувала себе на DowDuPont 31 серпня 2017 року, а через 18 місяців відокремила підрозділи організації з матеріалознавства в нову юридичну особу під назвою Dow Chemical, а підрозділи агробізнесу — в новостворену Corteva; DowDuPont повернула собі назву DuPont та зберігла підрозділи спеціалізованої продукції. До виділення це була найбільша у світі хімічна компанія за обсягом продажу. Повідомляється, що вартість злиття оцінюється в 130 мільярдів доларів. Нинішня компанія DuPont, як і до злиття, має головний офіс у Вілмінгтоні, штаті Делавер, у якому вона зареєстрована.

## Історія

### Заснування

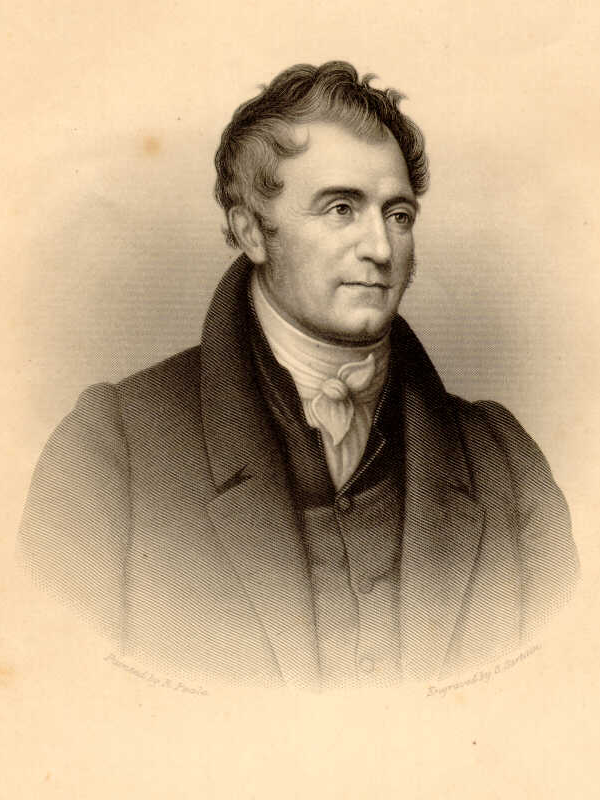
Елютер Ірене дю Пон де Немур, засновник компанії

Компанію DuPont заснував в 1802 році Елютер Ірене дю Пон де Немур, використовуючи накопичений у Франції капітал та імпортований з Франції пороховий інвентар. Компанія розпочала свою діяльність із заводу Елютеріан Міллз у Брендівайн-Крік, Вілмінгтон, штат Делавер, через два роки після того, як дю Пон та його сім'я виїхали з Франції, щоб уникнути Французької революції та релігійних переслідувань гугенотів (французьких протестантів). Першою сферою інтересів компанії стало виробництво пороху, оскільки дю Пон зауважив у низькій якості пороху, доступного в Сполучених Штатах, можливість для бізнесу. Компанія швидко зросла, і до середини XIX століття DuPont стала найбільшим постачальником пороху для військових Сполучених Штатів, надавши половину пороху, що використовувався армією Союзу під час Громадянської війни в США. Сьогодні завод Елютеріан Міллз є музеєм та визнаний Національною історичною пам'яткою.

### Перше велике розширення
DuPont продовжувала розширювати свій вплив, займаючись виробництвом динаміту та бездимного пороху. У 1902 році, після смерті президента компанії Ежена дю Пона, партнери, що залишилися живими, продали компанію трьом правнукам засновника. Директором був призначений Чарльз Лі Різ, і компанія почала централізувати свої дослідні відділи. Згодом DuPont придбала кілька дрібніших хімічних компаній; 1912 року ці дії викликали пильну увагу уряду відповідно до Акту Шермана. Суди заявили, що домінування компанії в бізнесі з виробництва вибухових речовин є монополією, і ухвалили DuPont продати частину активів. Рішення суду призвело до створення компаній Hercules Powder Company (пізніше Hercules Inc., а тепер частина Ashland Inc.) і Atlas Powder Company (придбана Imperial Chemical Industries (ICI) і тепер є частиною AkzoNobel). На момент продажу DuPont зберегла за собою підрозділ одноосновного нітроцелюлозного пороху, тоді як Hercules було передано підрозділ двоосновного пороху, що поєднує нітроцелюлозу та нітрогліцерин. Згодом DuPont розробила лінійку бездимних порохів Improved Military Rifle (IMR).
У 1910 році компанія DuPont опублікувала брошуру під назвою англ. Farming with Dynamite, дос. «Сільське господарство з динамітом». Брошура носила інструктивний характер, в ній описувалися переваги використання вибухових речовин компанії на пнях та інших перешкодах, які було б легше усунути за допомогою динаміту, ніж за допомогою інших, більш традиційних і менш ефективних засобів.
Також DuPont заснувала дві перші промислові лабораторії у Сполучених Штатах, де було розпочато роботу в галузі хімії целюлози, лаків та інших невибухових продуктів. Також на Експериментальній станції DuPont — у найбільшому науково-дослідному центрі компанії — була заснована DuPont Central Research, на паралельному первісному пороховому заводі березі Брендівайн-Крік.

### Автомобільні інвестиції
У 1914 році П'єр дю Пон, будучи президентом компанії, інвестував у нову автомобільну промисловість, купуючи акції General Motors (GM). До 1920-х років він отримав значний контроль над GM, і DuPont стала основним постачальником фарб, антифризу та паливних присадок для General Motors (частка в компанії була продана у 1962 році). Наступного року П'єр був запрошений до ради директорів GM, і згодом став головою компанії. DuPont надала допомогу автовиробнику, придбавши у GM акцій на суму 25 млн. доларів. У 1920 році П'єр дю Пон був обраний президентом General Motors. Під керівництвом DuPont, GM стала першою автомобільною компанією у світі. Проте в 1957 році, через вплив DuPont на GM, згідно Антитрастового закону Клейтона, DuPont була змушена позбавитись своїх акцій General Motors.

### Великі прориви

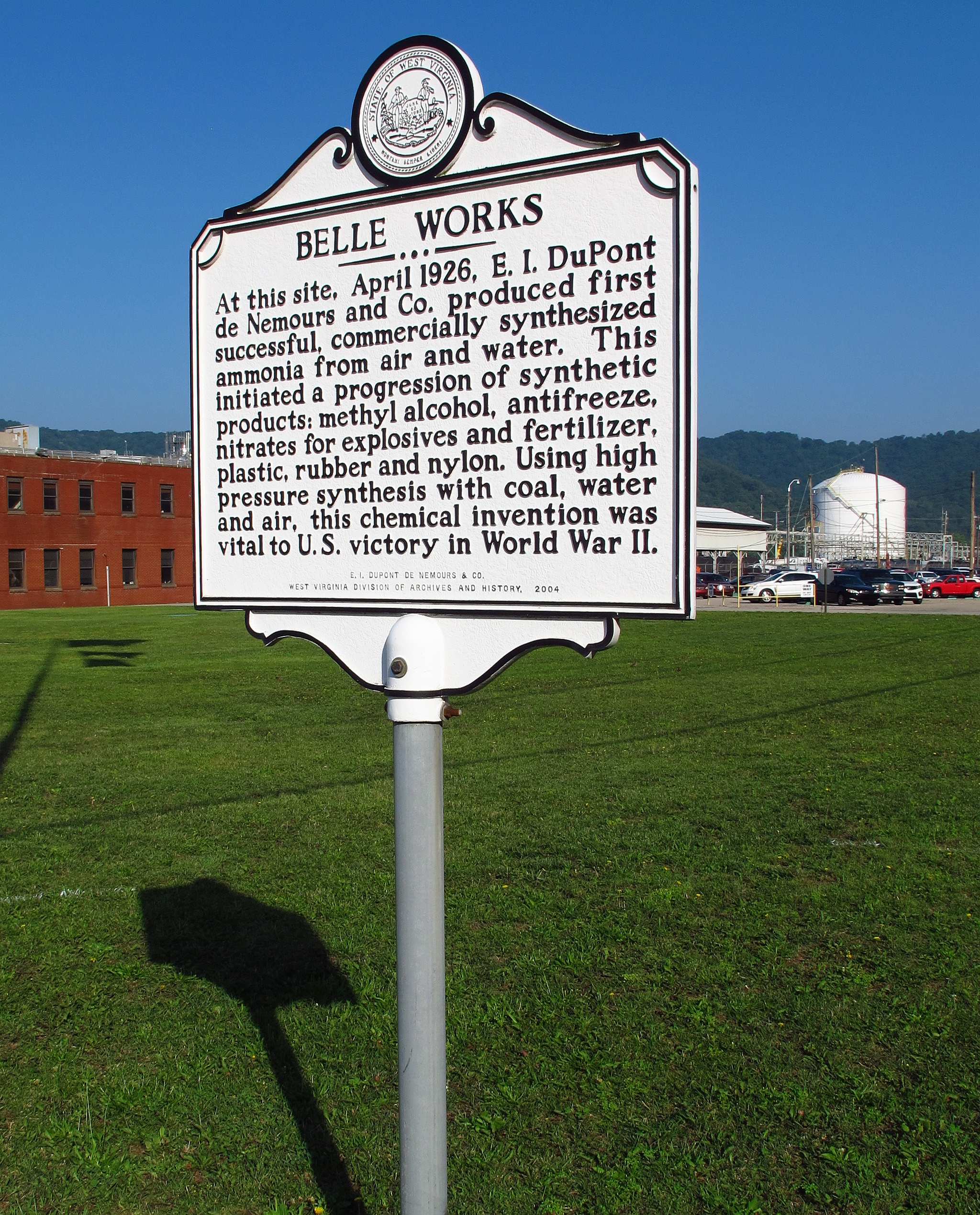
Покажчик біля заводу DuPont у місті Белль,, Західна Вірджинія, де вперше був синтезований аміак для комерційного використання

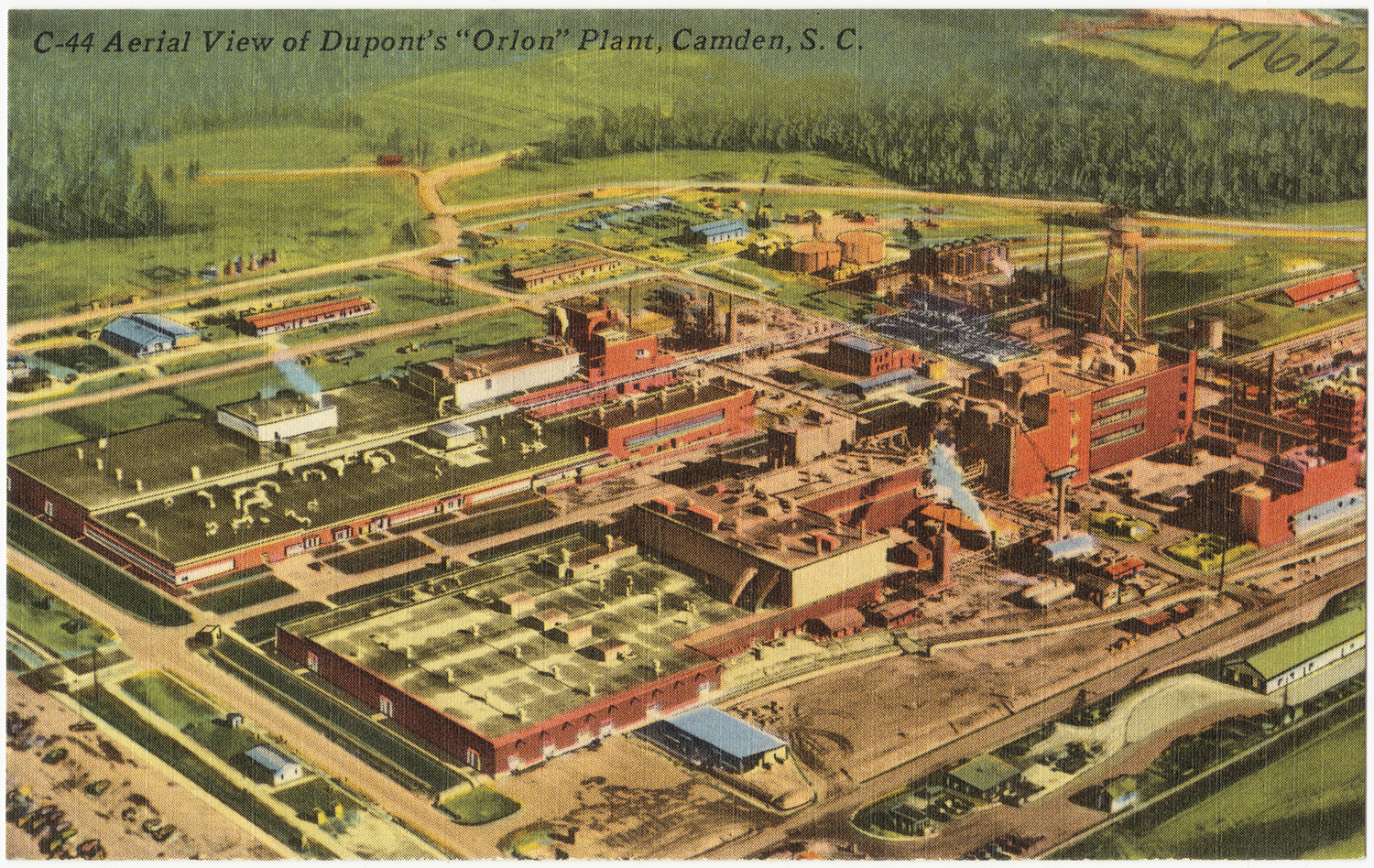
Завод DuPont з виробництва орлону у Камдені, Південна Кароліна, близько 1950-ті роки

У 1920-х роках DuPont продовжувала приділяти увагу матеріалознавству, найнявши Воллеса Карозерса для роботи над полімерами в 1928 році. Карозерс винайшов неопрен, синтетичний каучук; перший суперполімер на основі поліестеру; і в 1935 році нейлон. Через кілька років відбувся винахід тефлону, і з того часу було доведено, що ця хімічна сполука викликає проблеми зі здоров'ям у тих, хто зазнав її впливу в процесі виробництва або домашнього використання. У 1935 році DuPont представила фенотіазин як інсектицид.

### Друга світова війна
DuPont посіла 15 місце серед корпорацій США за обсягом виробничих контрактів військового часу. Як винахідник і виробник нейлону, DuPont брала участь у виробництві сировину для парашутів, мішків для порошку та шин.
Компанія DuPont також відіграла важливу роль у Мангеттенському проєкті в 1943 році, спроектувавши, побудувавши та експлуатуючи Генфордський завод з виробництва плутонію у Генфорді, штат Вашингтон. У 1950 році компанія DuPont також погодилася побудувати завод на річці Саванна в Південній Кароліні в рамках зусиль створення водневої бомби.
DuPont була однією з приблизно 150 американських компаній, які надали нацистській Німеччині патенти, технології та матеріальні ресурси, які виявилися вирішальними для німецьких військових зусиль. Компанія DuPont підтримувала ділові зв’язки з різними корпораціями Третього Рейху з 1933 до 1943 року, коли всі активи DuPont у Німеччині були конфісковані нацистським урядом разом з активами всіх інших американських компаній. Ірене дю Пон, нащадок Елютера Ірене дю Пона й президент компанії під час підготовки до Другої світової війни, також фінансово підтримував нацистського фюрера Адольфа Гітлера і з 1920-х років уважно слідкував за ним.

### Космічна ера
Після війни DuPont продовжувала приділяти увагу новим матеріалам, розробляючи майлар, дакрон, орлон та лайкру у 1950-х роках, а також тайвек, номекс, Qiana, Corfam та Corian у 1960-х роках.
Також DuPont відіграла ключову роль у розробці сучасних бронежилетів. Під час Другої світової війни балістичний нейлон компанії використовувався британськими Королівськими ВПС для виготовлення бронежилетів. Поява кевлару в 1960-х роках ще більше просунула їхню роботу в галузі захисного спорядження, оскільки DuPont почала випробувати його здатність витримувати кулі. Це дослідження зрештою призвело до створення куленепробивних жилетів, які використовуються поліцією та військовими підрозділами.

### 1981-1999 роки
У 1981 році DuPont придбала Conoco Inc., велику американську нафто- та газовидобувну компанію, що дало їй надійне джерело нафтової сировини, необхідної для виробництва багатьох волокон та пластикових виробів. Це придбання, яке вивело DuPont до десятки найбільших виробників і переробників нафти та природного газу в США, відбулося після тендерної війни з гігантською лікеро-горілчаною компанією Seagram Company Ltd. Seagram стала найбільшим акціонером DuPont, отримавши чотири місця у раді директорів компанії. Однак 6 квітня 1995 року після того, як до неї звернувся головний виконавчий директор Seagram Едгар Бронфман-молодший, DuPont оголосила про угоду, згідно з якою компанія викупила усі акції, що належали Seagram.
У 1999 році DuPont відокремила Conoco і продала всі свої акції. Згодом Conoco об'єдналася з Phillips Petroleum Company.
У 1999 році DuPont придбала компанію Pioneer Hi-Bred з виробництва сільськогосподарського насіння.

### Подальше зростання, продажі та відокремлення Chemours

Логотип Chemours

DuPont позиціонує себе як глобальну наукову компанію, яка налічує понад 60 000 співробітників по всьому світу та яка пропонує широкий асортимент продукції. У лютому 2015 року компанія посідала 86 місце в рейтингу Fortune 500 з 36 мільярдами доларів доходу та 4,848 мільярда доларів прибутку в 2013 році. У квітні 2014 року Forbes поставив DuPont 171 місце в рейтингу Global 2000 — списку найбільших публічних компаній світу.
Компанія розділяє свою діяльність на п'ять основних напрямків: електронні та комунікаційні технології, продуктивні матеріали, покриття та кольорові технології, безпека та захист, а також сільське господарство та харчування. До реорганізації, що відбулася в результаті злиття DuPont з Dow у 2017 році, сільськогосподарський підрозділ DuPont Pioneer виробляв та продавав гібридне та генетично модифіковане насіння, з деякого з якого виробляють генетично модифіковану їжу. Гени, впроваджені в їхні продукти, включали LibertyLink, який забезпечує стійкість до гербіцидів Bayer Ignite Herbicide/Liberty; ген Herculex I Insect Protection, який забезпечує захист від різних комах; властивість захисту від комах Herculex RW, що забезпечує захист від інших комах; ген YieldGard Corn Borer, який забезпечує стійкість до іншого набору комах; та властивість Roundup Ready Corn 2, що забезпечує стійкість культури до гліфосатних гербіцидів.
У 2010 році DuPont Pioneer отримала дозвіл на продаж соєвих бобів Plenish, які, за її словами, містять понад 75% олеїнової кислоти — найвищий показник серед комерційних соєвих продуктів. За інформацією компанії, ці соєві боби не містять транс-жирів і мають на 20% менше насичених жирів порівняно зі звичайними сортами, а олія з них характеризується більшою стабільністю та гнучкістю для харчових і промислових застосувань. Plenish було створено за допомогою генної інженерії, що, як заявляє компанія, блокує утворення ферментів, які продовжують каскад від олеїнової кислоти (що виробляє насичені жири), сприяючи утворенню мононенасиченої кислоти.
У жовтні 2001 року компанія продала свій фармацевтичний бізнес Bristol Myers Squibb за 7,798 мільярда доларів.
У 2002 році компанія продала бізнес Clysar компанії Bemis за 143 мільйони доларів.
У 2004 році компанія продала свій текстильний бізнес, до якого входили деякі з найвідоміших брендів, включаючи лайкру (спандекс), Dacron (поліестер), Orlon (акрилове волокно), Antron (нейлон) і Thermolite, компанії Koch Industries.
У 2005 і 2008 роках DuPont була оштрафована американськими судами на 16,5 млн. доларів за приховування інформації про токсичність деяких хімічних компонентів, що входять до складу тефлону. Компанія також була оштрафована на 615 млн. доларів після судового позову, поданого приблизно 70 000 жителів за сприяння адвоката, що подав позов, Роберта Білотта. Білотт жив недалеко від заводів компанії і став жертвою забруднення, викликаного тією ж хімічною сполукою.
У 2012 році DuPont була найбільшим виробником діоксиду титану у світі, який переважно постачався як білий пігмент, що використовується в паперовій промисловості.
DuPont має 150 науково-дослідних установ, розташованих у Китаї, Бразилії, Індії, Німеччині та Швейцарії, із середніми інвестиціями 2 мільярди доларів США щорічно в широкий спектр технологій для багатьох ринків, включаючи сільське господарство, генетичні властивості, біопаливо, автомобілебудування, будівництво, електроніку, хімічні речовини та промислові матеріали. У DuPont працюють понад 10 000 науковців та інженерів по всьому світу.
9 січня 2011 року DuPont оголосила про досягнення угоди про купівлю данської компанії Danisco за 6,3 мільярда доларів США. 16 травня 2011 року DuPont оголосила, що її тендерна пропозиція щодо Danisco була успішною і що вона продовжить викуп акцій, що залишилися, і виведе компанію з біржі.
1 травня 2012 року компанія DuPont оголосила, що придбала у Bunge повне право власності на спільне підприємство Solae, компанію з виробництва соєвих інгредієнтів. Раніше DuPont володіла 72 відсотками спільного підприємства, а Bunge належали рештою 28 відсотків.
У лютому 2013 року DuPont Performance Coatings було продано Carlyle Group і перейменовано в Axalta Coating Systems.
У 2013 році керуючий гедж-фондом Нельсон Пельц купив 2,2% акцій DuPont через свою компанію Trian Partners, що зробило його одним із найбільших акціонерів компанії. Пельц почав наполягати на розподілі компанії, щоб максимізувати прибуток інвесторів. Тоді керівники DuPont вирішили виділити підрозділ Performance Chemicals, який розвивався повільніше, ніж деякі інші напрямки бізнесу DuPont в окрему компанію.
У жовтні 2013 року DuPont оголосила, що в середині 2015 року планує виділити свій бізнес Performance Chemicals у нову публічну компанію. У грудні 2014 року компанія подала початкову форму 10 до SEC і оголосила, що нова компанія називатиметься The Chemours Company. Виділення акціонерів DuPont було завершено 1 липня 2015 року, і того ж дня акції Chemours почали торгуватися на Нью-Йоркській фондовій біржі. DuPont зосередився на виробництві ГМО насіння, матеріалів для сонячних панелей та альтернатив викопному паливу. Chemours бере на себе відповідальність за очищення 171 колишнього об’єкта DuPont, що, за словами DuPont, коштуватиме від 295 до 945 мільйонів доларів.
У жовтні 2015 року DuPont продала бізнес з виробництва неопренового хлоропренового каучуку компанії Denka Performance Elastomers, спільному підприємству Denka та Mitsui.

### Утворення DowDuPont та реорганізація

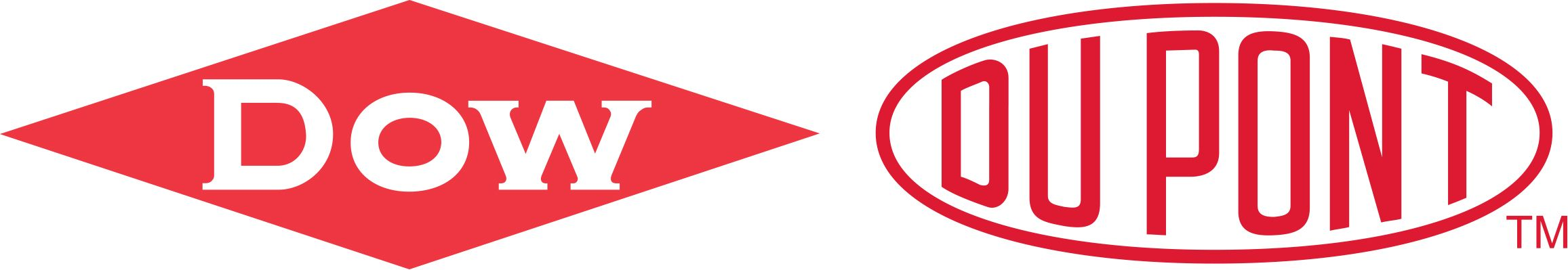
Логотип DowDuPont

11 грудня 2015 року DuPont оголосила про злиття з компанією Dow Chemical Company в рамках угоди з обміном акціями. Об’єднана компанія, DowDuPont, оцінювалася в 130 мільярдів доларів США, і належала порівну акціонерам обох компаній, а також зберігала дві свої штаб-квартири. Злиття двох найбільших хімічних компаній США завершилося 31 серпня 2017 року.
Ради директорів обох компаній вирішили, що після злиття DowDuPont розділиться на три незалежні публічні компанії: сільськогосподарську, матеріалознавчу та компанію з виробництва спеціалізованої продукції.
- Сільськогосподарський бізнес — Corteva Agriscience[en][57] — об’єднує підрозділи Dow і DuPont із захисту рослин та насіння із прибутком приблизно 16 мільярдів доларів.[58]
- Сегмент матеріалознавства, що перетворився на Dow Chemical Company, складається з підрозділу DuPont Performance Materials разом із підрозділами Dow Performance Plastics, Materials and Chemicals, Infrastructure та Consumer Solutions, але не включає підрозділ Dow Electronic Materials. Сукупний прибуток цієї галузі оцінюється в 51 мільярд доларів.
- Підрозділ спеціалізованої продукції, який сьогодні є компанією DuPont, включає підрозділи DuPont з харчування та здоров'я, промислових біологічних наук, безпеки та захисту, електроніки та комунікацій, а також вищезгаданий підрозділ Dow з виробництва електронних матеріалів. Сукупний прибуток від продажу спеціальних продуктів становить близько 12 мільярдів доларів.[59][60]

По кожному із підприємств було створено Консультативні Комітети. Генеральний директор DuPont Ед Брін очолив Комітети з сільського господарства та спеціальної продукції, а генеральний директор Dow Ендрю Ліверіс очолив Комітет з матеріалознавства. Ці комітети були призначені для нагляду за відповідними підприємствами та працювали з обома генеральними директорами над запланованим відокремленням окремих суб’єктів компаній. У лютому 2018 року було оголошено, що сільськогосподарський підрозділ DowDuPont називатиметься Corteva Agriscience, підрозділ матеріалознавства — Dow, а підрозділ спеціалізованої продукції — DuPont. У березні 2018 року було оголошено, що виконавчим головою DowDuPont 1 липня 2018 року стане Джефф Феттіг, а генеральним директором Dow Chemical 1 квітня 2018 року стане Джім Фіттерлінг. У жовтні 2018 року сільськогосподарський підрозділ компанії зафіксував збиток у 4,6 мільярда доларів США в третьому кварталі після зниження довгострокових показників продажу та прибутку.
У 2019 році компанія DuPont завершила відокремлення від DowDuPont.
У лютому 2020 року DuPont оголосила, що повертає Едварда Д. Бріна на посаду генерального директора після звільнення колишнього генерального директора Марка Дойла та фінансового директора Жанмарі Десмонд менш ніж через рік після того, як вони вступили на свої посади. Посаду фінансового директора обійняла Лорі Д. Кох, яка раніше очолювала відділ зв'язків з інвесторами.
У листопаді 2021 року DuPont оголосила про намір придбати Rogers Corporation у рамках угоди на суму 5,2 мільярда доларів. Незважаючи на те, що угода була схвалена багатьма іншими регулюючими органами, через те, що китайські регулюючі органи продовжили перевірку, 1 листопада 2022 року DuPont вирішила вийти з угоди. За розірвання договору DuPont сплатила Rogers комісію у розмірі 162,5 мільйона доларів США.
10 листопада 2022 року штат Каліфорнія оголосив, що подає позов проти DuPont та 3M за виробництво стійких органічних забруднювачів після багаторічних розслідувань щодо обох компаній. DuPont заперечує виробництво цих хімікатів і стверджує, що претензії держави є безпідставними.

### Відокремлення на три незалежні компанії
22 травня 2024 року DuPont оголосила, що планує відокремитися на три незалежні публічні компанії. За заявою компанії, DuPont має намір здійснити поділ своїх бізнесів, включно з підрозділами з виробництва електроніки та водних рішень, у спосіб, що не передбачає оподаткування для акціонерів.
Згідно із заявами компанії, "нова DuPont" продовжить розвиток у таких сферах, як матеріалознавство, інженерія, виробництво та технологічні рішення. Компанія обіцяє надалі пропонувати рішення для охорони здоров’я, безпеки, будівництва та аерокосмічної галузі.
Підрозділ Electronics, за словами DuPont, стане провідним постачальником електронних матеріалів, зокрема для виробництва напівпровідників. Компанія планує зосередитися на розробці матеріалів для розподілених обчислень, штучного інтелекту, автономних транспортних засобів та Інтернету речей.
Підрозділ Water, як зазначає компанія, спеціалізуватиметься на рішеннях для очищення води та стане провідним постачальником технологій зворотного осмосу, йонного обміну та ультрафільтрації.
1 червня 2024 року керівник фінансового відділу компанії, Лорі Кох, став новим генеральним директором DuPont, замінюючи на цій посаді Едварда Д. Бріна, який став виконавчим головою ради директорів.
Компанія очікує завершення поділу в 2025 році.

## Діяльність

### Місцезнаходження
| Прибуток до оподаткування в США за рік, в млн доларів США | Прибуток до оподаткування в США за рік, в млн доларів США |
| рік                                                       | прибуток                                                  |
| --------------------------------------------------------- | --------------------------------------------------------- |
| 2010                                                      | 949                                                       |
| 2009                                                      | 171                                                       |
| 2008                                                      | 992                                                       |
| 2007                                                      | 1652                                                      |
| 2006                                                      | 1947                                                      |
| 2005                                                      | 2795                                                      |
| 2004                                                      | -714                                                      |
| 2003                                                      | -428                                                      |
| 2002                                                      | 1227                                                      |
| 2001                                                      | 6131                                                      |

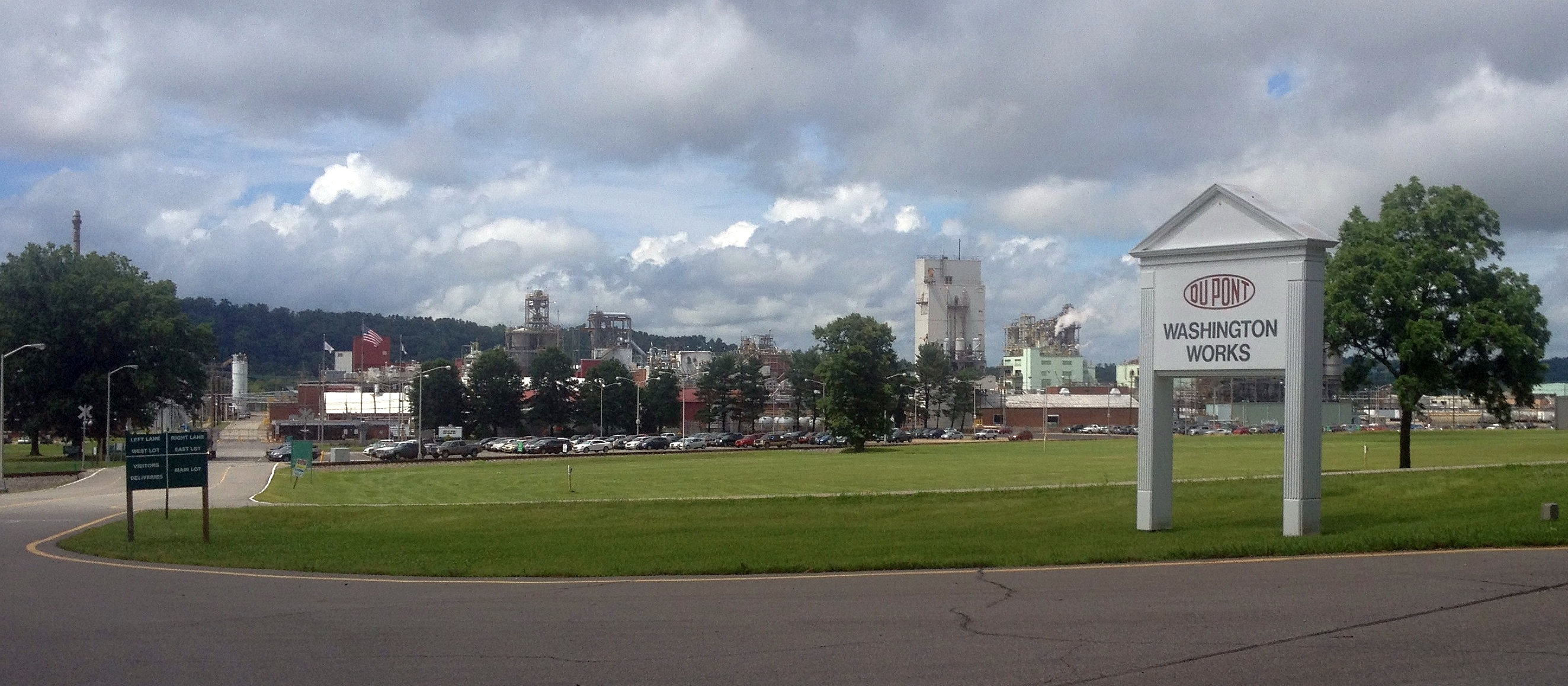
Вхід до заводу Washington Works у Вашингтоні, Західна Вірджинія, раніше належав DuPont, зараз належить Chemours

Штаб-квартира компанії та її експериментальна станція розташовані у Вілмінгтоні, штат Делавер. Виробничі, переробні, маркетингові, науково-дослідні та дослідно-конструкторські потужності компанії, а також регіональні офіси закупівель та розподільчі центри розташовані по всьому світу. Основні виробничі майданчики включали завод Spruance поблизу Річмонда, штат Вірджинія (нині є найбільшим заводом компанії), завод Washington Works у Вашингтоні, Західна Вірджинія, Мобільний виробничий центр (MMC) в Аксисі, штат Алабама, завод у Бейпорті недалеко від Х'юстона, штат Техас, майданчик у Мехелені в Бельгії та майданчик у Чаншу у Китаї. Інші місця включали завод Йеркс на річці Ніагара в Тонаванді, штат Нью-Йорк, завод Sabine River Works в Оранджі, штат Техас, та завод Парлін у Сейревілі, штат Нью-Джерсі. Підприємства у Вадодарі, штат Гуджарат та Гайдарабаді, штат Телангана в Індії являли собою Сервісний центр DuPont та Центр знань DuPont відповідно.
Дочірні компанії DuPont є у 60 країнах, виробничі потужності – у 25 країнах.
Основні підрозділи станом на 2021 рік:
- Electronics & Industrial — речовини, що застосовуються під час виробництва електронних компонентів (мікросхем, світлодіодів, фоторезисторів) та друкованих плат, чорнила для промислового та офісного друку; дві третини продажів посідає Азійсько-Тихоокеанський регіон; виторг 5,554 млрд доларів.
- Water & Protection — засоби для очищення води (мембрани для систем зворотного осмосу), захисні матеріали (упаковка, засоби хімічного захисту), зносостійкі та термостійкі покриття, ізоляційні матеріали; виторг 5,552 млрд доларів.
- Mobility & Materials — термопласти, еластомери, силікони та інші матеріали для електронної та автомобільної промисловості; виторг 5,045 млрд доларів.

Основні регіони діяльності:
- США та Канада - 55 підприємств, 42% співробітників, виручка 4,32 млрд доларів;
- Азійсько-Тихоокеанський регіон - 54 підприємства, 36% співробітників, виручка 8,10 млрд доларів, з них 3,96 млрд у КНР;
- Європа, Близький Схід та Африка - 22 підприємства, 20% співробітників, виручка 3,32 млрд доларів;
- Латинська Америка - 3 підприємства, 2% співробітників, виручка 0,60 млрд доларів.

## Винайдені матеріали
- Appeel
- Aramid
- Dacron
- Orlon
- Corfam
- Cordura
- Corian
- Coolmax
- Derlin
- Freon
- Kevlar
- Krytox
- Lycra
- Neopren
- Nomex
- Nylon
- Teflon
- Tyvek

## Продукція військового та подвійного призначення
| Економічні показники діяльності DuPont напередодні та в роки Першої світової війни | Економічні показники діяльності DuPont напередодні та в роки Першої світової війни | Економічні показники діяльності DuPont напередодні та в роки Першої світової війни |
| рік                                                                                | валовий прибуток                                                                   | чистий прибуток                                                                    |
| ---------------------------------------------------------------------------------- | ---------------------------------------------------------------------------------- | ---------------------------------------------------------------------------------- |
| 1912                                                                               | 35 552 400                                                                         | 6 871 000                                                                          |
| 1913                                                                               | 26 675 000                                                                         | 5 347 000                                                                          |
| 1914                                                                               | н/д                                                                                | н/д                                                                                |
| 1915                                                                               | 131 142 000                                                                        | 57 399 000                                                                         |
| 1916                                                                               | 318 845 000                                                                        | 87 107 000                                                                         |

Розвиток DuPont нерозривно пов'язаний з американською військовою промисловістю, оскільки вона забезпечувала великі доходи при відносно низьких витратах та являла собою зовсім інший клієнтський сектор, який не залежить від купівельної спроможності населення, коливань на ринках валют і цінних паперів, що забезпечує стабільний попит та фіксовану оплату замовлень, — компанія переорієнтувалася на випуск військової продукції і стала великим підрядником військово-промислового комплексу США вже під час Громадянської війни (1861—1865) та Іспансько-Американської війни (1898), які стали важливими етапами в накопиченні капіталів і прибутків компанії. Обидві вони, особливо остання, були дуже бурхливими, однак відносно нетривалими сплесками активності державних замовників у приватному секторі постачання військ.
Ситуацію докорінно змінила Перша світова війна, яка, як зазначає Альфред дю Пон Чандлер, стала однією з найважливіших подій в історії компанії. Збитки, зазнані внаслідок судового розгляду 1912 р., а також пов'язані з економічною рецесією 1913—1914 рр. похитнули сімейний бізнес. Але вже в 1915 році всі зазнані збитки окупилися з лишком, а в 1916 р. доходи компанії зросли майже в 2,5 рази в порівнянні з попереднім роком, перевищивши сукупний дохід за всі передвоєнні роки з перебування трьох братів дю Пон у керівництві компанії. Свідчаючи перед Комітетом Сенату з питань боєприпасів у 1934 р., П'єр дю Пон прокоментував розбіжності кількісних показників державної статистики та наданої їм корпоративної звітності щодо доходів і грошової виручки так: «Я не заперечую [ваші] цифри, бо цифри не мають значення — прибуток був дуже великий».
4 лютого 1917 р., напередодні розриву дипломатичних відносин між США та Німецькою імперією, П'єр дю Пон провів у готелі Дель-Монте поблизу Монтерея зустріч з контр-адміралом Вільямом Фолджером, який надав йому допомогу у справі налагодження партнерських відносин з федеральним урядом зокрема. На початку березня він отримав листа від Бернарда Баруха, який був одночасно головою Ради військової промисловості при Президентові США та радником президента з національної безпеки та оборони, а 22 березня за 15 днів до офіційного оголошення США війни Німеччини він уже розіслав комерційні пропозиції Військовому міністру Ньютону Бейкеру та Військово-морському міністру Дж. Деніелсу.
У роки Першої світової війни, задовго до вступу США до війни (1917), DuPont зайняла нішу головного постачальника вибухових речовин для збройних сил країн Антанти. За період Першої світової війни до військ США та союзників було поставлено близько півтора мільярда фунтів вибухівки (680 тисяч тонн), одночасно задовольняючи не менш ніж на половину потреби американської промисловості в динаміті та інших вибухових речовинах для промислових цілей. У міжвоєнний період та в роки Другої світової війни DuPont, поряд з іншими компаніями хімічної промисловості (Monsanto, Dow Chemical Company), освоїла промисловий випуск хімічної зброї. У роки Другої світової війни компанія випустила близько 4,5 млрд фунтів вибухівки (2,04 млн т) для військових потреб, крім того, лінійку військової продукції доповнили нейлон та синтетичні матеріали, текстильні вироби з них (плащі, намети, парашути та тощо), та інші категорії товарів військового призначення. Важливим фактором, що сприяв розміщенню замовлень на дослідження та виробництво на підприємствах DuPont, був той факт, що Ламмот дю Пон входив до складу Консультативного комітету хімічних військ (Chemical Advisory Committee) Військового міністерства США, рішення якого були визначальними як щодо організації виробництва, так і та у плані постачання американської армії та флоту.
Хімічна зброя
Для забезпечення потреб у хімічній зброї та бойових отруйних речовинах компанією було побудовано кілька хімічних заводов. У 1930-х роках хіміки компанії брали участь у випробуваннях ціаніду водню (синільної кислоти), що використовувався для спорядження великокаліберних артилерійських боєприпасів, як нестійку отруйну речовину, внісши ряд цінних раціоналізаторських пропозицій в технологію прискорення його розкладання (для безпеки застосування). Крім технології, лабораторіями DuPont розроблялися методики та засоби дегазації та деконтамінації органічних та неорганічних поверхонь, що зазнали застосування хімічної зброї, організації складського зберігання та транспортування смертоносної продукції та інші заходи, спрямовані на посилення заходів безпеки під час роботи з хімічною зброєю та її окремими компонентами.
У 1940 р., до вступу США у війну, компанія отримала від Управління хімічних військ Армії США (УХВ) контракт на будівництво та запуск у виробництво Ніагарафолського хімічного заводу (Niagara Falls Plant) поблизу Ніагара-Фолс, штат Нью-Йорк, для виробництва імпрегніту - засобу хімзахисту для попередньої обробки польового обмундирування. До жовтня 1941 р. завод вже розпочав випуск продукції, яка, проте, не задовольняла вимогам замовника ні в якісному, ні кількісному аспекті, зростання показників виробництва було досягнуто до осені 1942 р., що дозволило компенсувати попередні неустойки. За дешевою, простою та безпечною для людини технологією обробки тканини у водній суспензії, розробленій хіміками DuPont, працювали пересувні польові майстерні 2-ї категорії мобільності (M2) з просочування одягу та тканин захисними складами. Оскільки стандартний деконтамінаційний склад марки «Денк» (DANC), який був сумішшю тетрахлоретану зі складом RH-195 (також розроблені хіміками компанії), застосовується для дегазації металевих і пластикових поверхонь озброєння та військової техніки, літаків та інших поверхонь, крім токсичних компонентів мав Виражені корозійні властивості при попаданні на непокриті фарбою поверхні, Національний комітет оборонних досліджень замовив лабораторіям DuPont провести ряд НДР з пошуку якісніших у цьому плані хімзасобів, але практика показала, що знайти кращу заміну для нього на тодішній виробничій базі неможливо.
У міру розвитку наступальної ініціативи японських імператорських військ у Південно-Східній Азії, яка відсікала США від основного джерела натуральної гуми, на замовлення УХВ почався пошук штучних замінників, які можна застосовувати як загусник для запальних бомб. Хіміки DuPont розробили новий полімерний склад запальної суміші на основі ізобутилметакрилату, який, однак, був дефіцитною сировиною, з якої виготовлялися прозорі елементи фюзеляжу літаків та інші важливі продукти, що робило серійне виробництво цієї суміші занадто витратним і недоцільним. У тому ж 1942 році за проектом інженерів компанії було збудовано дослідний хімічний завод на території Еджвудського арсеналу на Абердинському випробувальному полігоні. Крім того, інженери DuPont разом з ІТП інших компаній брали участь у проектуванні Роккімаунтинського хімічного арсеналу, одного з найбільших підприємств з виробництва хімічної зброї.
Влітку 1943 р. у Нью-Мартінсвіллі, штат Західна Вірджінія для забезпечення збройних сил гексахлоретаном та іншими хімікатами був добудований Маршалльський хімічний завод (CWS Marshall Plant). На замовлення Національного комітету оборонних досліджень у 1943 році здійснювалися дослідження, спрямовані на прискорення та оптимізацію (здешевлення) технологічних операцій виробництва фосгену, на основі трихлорметилового ефіру хлормурашиної кислоти.
У 1944 році хіміки компанії запропонували низку альтернативних технологій виробництва сльозогінних газів, які, однак, виявилися не потрібними. Лабораторії DuPont стали піонерами в експериментах із бойового застосування димеркапролу. Побічними продуктами науково-дослідних та дослідно-конструкторських робіт (НДДКР) військової тематики, що здійснювалися лабораторними підрозділами компанії у роки Другої світової війни, стали тефлон, бутацит, люцит та інші нині широко відомі полімерні матеріали. У роки холодної війни цю лінію доповнив кевлар.
Ядерна зброя

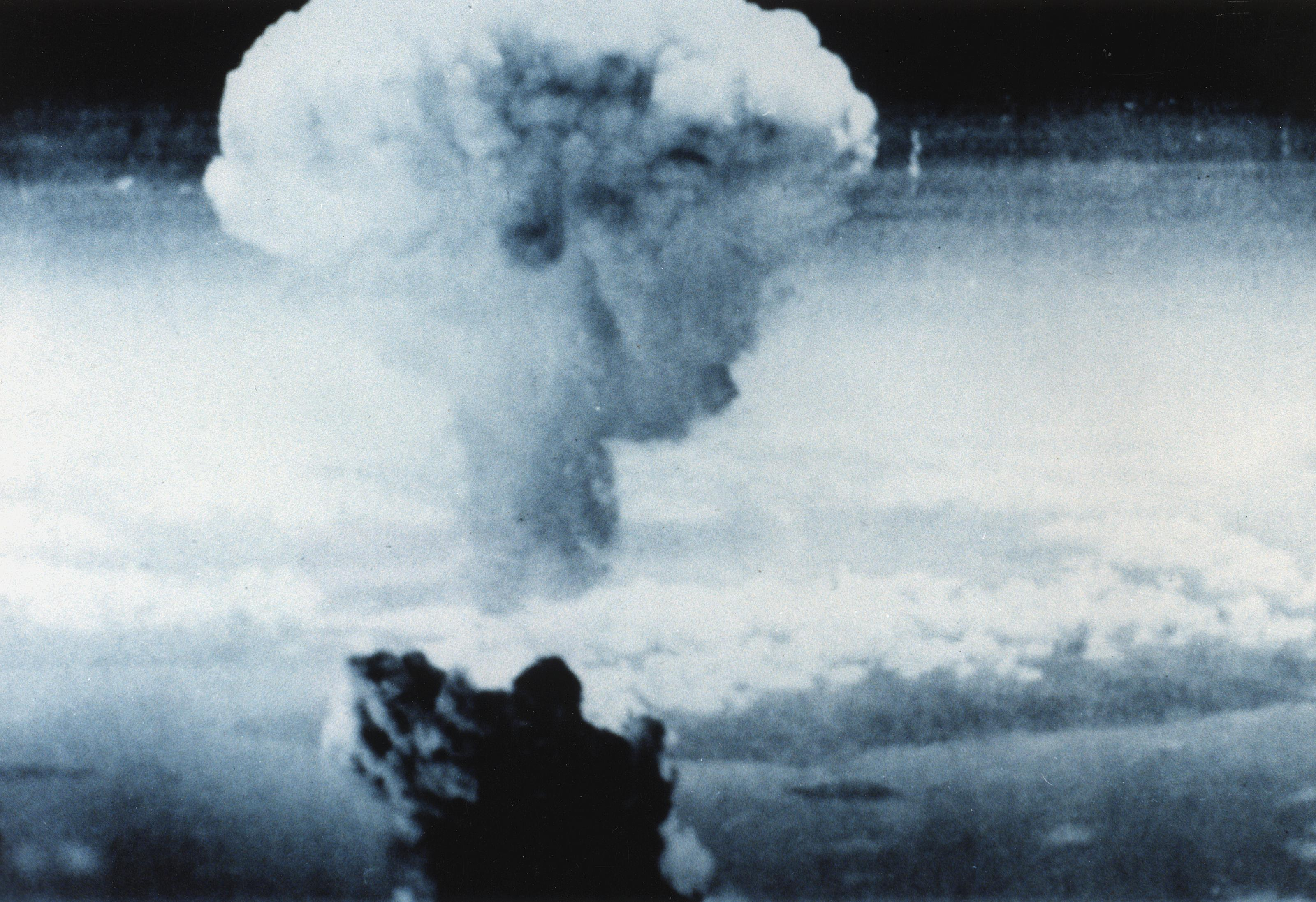
Ядерний гриб від вибуху бомби над містом Нагасакі. Збройовий плутоній, використаний під час першого у світовій військовій історії бойового застосування ядерної зброї, було отримано з Генфордського заводу

На завершальному етапі Другої світової війни корпоративна стратегія компанії на найближче майбутнє включила новий перспективний напрямок — ядерну зброю, з початком американської ядерної програми DuPont взяла активну участь у Мангеттенському проєкті, побудувавши два заводи зі збагачення урану — Генфордський завод (Hanford Plant) у штаті Вашингтон та Окріджський завод (Oak Ridge Plant) у штаті Теннессі.
Роль DuPont у військовій промисловості
Сенатор від штату Делавер Джо Байден, один із головних захисників інтересів компанії в Сенаті США, у своїй вітальній промові в Сенаті з нагоди двохсотрічного ювілею DuPont 21 березня 2002 року особливо відзначив важливу роль і значення компанії у складі ОПК США.

## Критика

### Вплив на довкілля

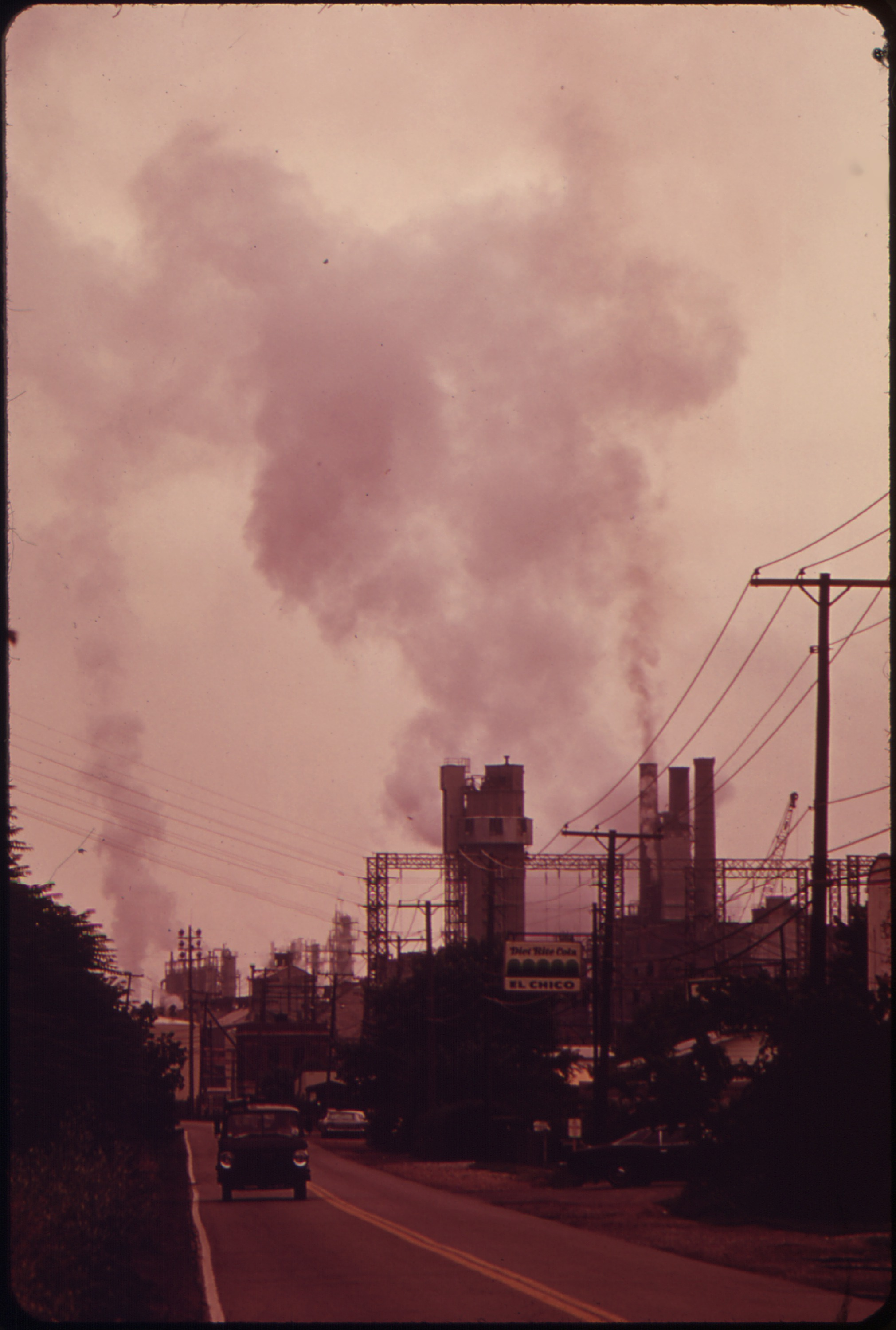
Викиди хімічного заводу DuPont у місті Белль,, Західна Вірджинія, 1970-ті роки

DuPont була частиною Глобальної кліматичної коаліції, яка лобіювала проти вжиття заходів щодо боротьби зі зміною клімату. Також DuPont критикували за її діяльність на Раковій алеї (штат Луїзіана, США), і хоча її діяльність на цій алеї критикується не так голосно, як діяльність ExxonMobil, DuPont звинувачують у викидах хлоропрену, а деякі також пов'язують компанію з анекдотами про «хвороби та хворих» у розповідях мешканців Ракової алеї.
За даними рейтингу Toxic 100, який формується Political Economy Research Institute (США), на 2021 рік DuPont знаходилася на 38 місці серед компаній, що найбільше забруднюють воду в США.
Основними виробниками перфтороктанової кислоти (ПФОК) на території США були компанії DuPont та 3M.
Питання про вплив на живі організми ставилося ще у 1960-х роках виробниками ПФОК, проте гостроту воно отримало лише у 1980-х роках у зв'язку з розширенням виробництва речовини. Проникнення ПФОК в довкілля насамперед пов'язане з викидами при виробництві політетрафторетилену, відомого як тефлон. DuPont проводила дослідження, а пізніше скидала у повітря та воду технологічні побічні продукти виробництва ПФОК.
У 1990-х роках цією речовиною зацікавилася Агенція з охорони довкілля США. У 2006 році Агенція визнала ПФОК канцерогеном. Було запущено програму видалення ПФОК з технологічних процесів. Низку компаній було оштрафовано.
У 2000-х роках DuPont отримала позови на сотні мільйонів доларів від постраждалих працівників підприємств і людей, які мешкали поряд із підприємствами.
За офіційною інформацією, з січня 2012 року DuPont не використовує ПФОК у виробництві посуду та форм для випікання. Замість нього почали використовувати нову речовину — GenX, яку виробляє компанія Chemours, яку заснували спеціально для її виробництва, щоб не шкодити репутації компанії. Однак у 2021 році виявилося, що ця речовина ще більш небезпечна для здоров'я. Більш того, шкідливими є всі речовини групи ПФАС.
Після відділення у 2017 році компанія змінила свій маркетинг і брендинг, щоб створити новий імідж, який «фундаментально відрізняється» від DowDuPont. У листопаді 2019 року DuPont опублікувала перелік зобов’язань щодо сталого розвитку, які мають бути досягнуті до 2030 року, однак у 2024 році компанія знов була оштрафована на понад 400 мільйони доларів за екологічні порушення. У 2019 році DowDuPont очолила Індекс Toxic 100 забруднювачів води.

### Секретні дослідження впливу ПФОК на тварин
З 1960-х по 1990-і роки DuPont проводила дослідження впливу ПФОК (перфтороктанової кислоти) на тварин. Це з'єднання, всередині компанії відоме як C8, було основним компонентом таких продуктів як тефлон і Gore-Tex і використовувалося компанією в широкому ряді продуктів - від антипригарного посуду до грязевідштовхувальних килимів.
Дослідження DuPont показали, що ПФОК може викликати у тварин збільшення розміру печінки й селезінки та кілька видів пухлин. Крім того, було виявлено, що речовина може бути причиною смерті новонароджених тварин, а також токсично впливає на імунітет, печінку та ендокринну систему.
Незважаючи на виявлені ризики, DuPont продовжувала використовувати ПФОК, стверджуючи, що речовина є безпечною для працівників компанії та довкілля.
Однак у документах, виявлених у ході судових розглядів, було виявлено, що DuPont десятиліттями приховувала дані досліджень від громадськості, регулюючих органів і навіть від власних працівників, які, окрім інших наслідків для здоров'я, зіткнулися з підвищеним рівнем захворюваності на рак та навіть можливістю народження дітей із уродженими дефектами.

### Вплив ПФОК на людей
Проведене в 2008 році дослідження Університету Західної Вірджинії показало, що вищі рівні ПФОК у людей корелюють з нижчими рівнями білка, що допомагає організму у боротьбі з бактеріями, вірусами та іншими патогенами.
Вищі рівні ПФОК у мешканців Західної Вірджинії та Огайо пов'язані з вищими рівнями двох ферментів, які можуть вказувати на пошкодження печінки, а також з нижчими рівнями білка печінки, що є важливою частиною захисту організму від інфекції.
Підвищені рівні ПФОК у дітей пов'язані з високим рівнем холестеролу, що спричиняє дітей до майбутніх проблем із вагою та супутнього ризику серцевих захворювань. Крім того, дослідження на тваринах показали, що вплив ПФОК у ранньому віці призводить до ожиріння в пізнішому віці.
Крім цього, у людей, які зазнали впливу ПФОК, явно постраждала щитоподібна залоза, причому ефект був найбільш сильним за помірних рівнів впливу речовини, а не за найвищих.

### Рабська праця
У 2011 році Федеральне управління державних доходів Аргентини (AFIP) наклало на компанію DuPont Argentina SRL суворі санкції після того, як було встановлено, що вона пов'язана з компанією Pioneer, звинуваченою у використанні рабської праці та ухилянні від сплати податків. Через нелюдські умови праці, виявлені на підприємствах Pioneer, AFIP призупинило для DuPont дію режиму митного домицилію, системи, заснованої на фінансовій надійності фірм. Крім того, AFIP виключило ці компанії з-поміж державних постачальників, оскільки їх податкові сертифікати на укладання контрактів були відхилені.
У справі фігурували близько 140 робітників, які були виявлені в жалюгідних умовах у таборах, розташованих у Монте-дель-Росаріо, провінція Кордова. Рішення AFIP призупинити дію режиму митного домицилію стало відповіддю на нездатність компанії підтримувати стандарти надійного оператора з огляду на серйозні звинувачення в експлуатації та жорстокому поводженні з працівниками.

### Imprelis
У жовтні 2010 року DuPont почала продавати гербіцид під назвою Imprelis для боротьби з певними рослинами на газонах. Компанія добровільно відкликала Imprelis з ринку в серпні 2011 року, перш ніж Агенція з охорони довкілля США видала наказ про обов’язкове припинення його продажу після отримання численних звітів від полів для гольфу до розплідників про те, що продукт підозрювався у завданні шкоди та, в деяких випадках, вбивстві дерев. Виявилося, що ялина звичайна, біла сосна та акація належать до вразливих порід дерев.

### Плановане застарівання
У середині XX століття DuPont розкритикувалася за застосування стратегії планованого застарівання (штучного скорочення терміну служби продукції) для збільшення продажів нейлонових колготок.
Ця практика була публічно засуджена 1951 року режисером Олександром Макендриком у його фільмі "Людина у білому костюмі". Головний герой фільму, Сідні Стреттон, у виконанні Алека Гіннесса, винаходить текстильне волокно, що не зношується, що викликає невдоволення текстильної індустрії, яка намагається усунути винахідника. Цей сценарій є прямим посиланням на дії компанії DuPont, яка після винаходу нейлону, що використовується для виробництва міцних ниток і колготок, почала виробляти спеціально ослаблені волокна для збільшення "тонкощі" колготок і, як наслідок, продажів.

### Судовий позов Chemours
У 2019 році Chemours, дочірня компанія DuPont, подала до суду на DuPont. Chemours стверджувала, що DuPont виділила підрозділ Performance Chemicals в окрему компанію для того, щоб позбавити DuPont відповідальності за десятиліття забруднення навколишнього середовища. Згідно з судовим позовом, керівники DuPont відмовилися від проєкту вартістю 60 мільйонів доларів, який міг зупинити скидання хімікатів у річку Кейп-Фір із заводу Fayetteville Works. Натомість керівники компанії внесли зміну у 2 мільйони доларів, від якої відмовилися незадовго до оголошення про виділення Chemours.
У позові йшлося: «Навіщо витрачати гроші на вирішення проблеми, очевидно, міркувала DuPont, якщо її можна легко передати Chemours?»
У DuPont заявили, що позов необґрунтований.

### Викиди токсичних речовин
У період з 2007 по 2014 рік на заводах DuPont у США сталося 34 аварії, що призвели до викидів токсичних речовин, внаслідок яких загинуло 8 осіб. Четверо співробітників загинули від задухи під час аварії в Х’юстоні, штат Техас, яка спричинила витік майже 24 000 фунтів (11 000 кг) метилмеркаптану. У результаті DuPont стала найбільшою з 450 компаній, включених до «програми серйозних порушників» Управління з охорони праці OSHA у липні 2015 року. Програму було створено для компаній, які, за словами OSHA, неодноразово не усували порушень техніки безпеки.

### Іракська ядерна програма
У 2002 році німецька газета Die Tageszeitung отримала частини засекреченого звіту про зброю Іраку, в якому говорилося, що щонайменше 24 корпорації США, а також чотири урядові агентства США незаконно допомагали Іраку у створенні його програм біологічної, хімічної та ядерної зброї.
У доповіді згадувалася участь DuPont у розробці іракської ядерної програми.

## Дивіться також
- Темні води (фільм, 2019)
- Пер- і поліфторалкільні речовини
- The Devil We Know[en]